# 自由党 (アイスランド)
自由党 (じゆうとう、Frjálslyndi Flokkurinn)は、かつて存在したアイスランドのリベラル政党。
1998年に独立党から閣僚経験者を含む4名の議員が離党して結成した。独立党と連立を組む進歩党政権をネオリバタリアニズムと定義し対決したが、2009年4月25日の総選挙で議席を全て失い、2012年3月に旗揚げされた新党「夜明け」に合流した。

## 綱領
外交
- 北大西洋条約機構 (NATO) 加盟に賛成
- 欧州連合 (EU) 加盟に反対だがヨーロッパとの協調は重視
- イラク戦争に反対

内政
- 自由市場システム
- 地方分権
- 水産業と市場と分権との融合